# Демография Иерусалима

Демографическая пирамида Иерусалима в 2021

Иерусалимцы относятся ко множеству национальных, этнических и религиозных деноминаций — к которым, среди прочих, относятся европейские, ближневосточные и африканские евреи, грузины, армяне, мусульмане, протестанты, греки, греко-православные, сирийско-православные и коптско-православные арабы. Многие из этих групп были когда-то иммигрантами или паломниками, которые с течением времени превратились в почти коренные группы населения, утверждающие, что значимость Иерусалима для их религии является той причиной, по которой они переехали в город и пребывают в нём.
Долгая история завоеваний Иерусалима различными соперничающими государствами привела к тому, что многие из различных групп, населяющих город, никогда полностью не отождествляли себя и не ассимилировались с конкретным государством, сколько бы времени ни длилось его правление. Хотя они могли быть гражданами данного конкретного царства и империи, вовлечёнными в гражданскую деятельность и выполнение обязанностей, эти группы часто воспринимали себя как отдельные национальные общности. Османская система миллетов, в рамках которой меньшинствам в Османской империи предоставлялись полномочия самоуправления в рамках более широкой системы, позволяла этим группам сохранять автономию и оставаться отдельными от других религиозных и национальных групп. Некоторые палестинские жители города предпочитают использовать термин макдиси или кудси в качестве палестинского демонима.
По данным ЦСУ Израиля население Иерусалима на 31.12.2017 года составляет 901 302 человек. Евреи — 559,8 тыс., что составляет 62,11 % от всего населения города. Арабов (мусульман и христиан) и остальных — 341,5 тыс.(37,89 %). С пригородами, включая города-спутники Маале-Адумим, Гиват-Зеэв, Мевасерет-Цион и других — порядка 1,16 млн.

## Демографическая история
На протяжении 5000-летней истории Иерусалима численность и состав его населения многократно менялись.
| год  | иудеи                            | мусульмане                        | христиане                          | всего                               | источник                                                                             |
| ---- | -------------------------------- | --------------------------------- | ---------------------------------- | ----------------------------------- | ------------------------------------------------------------------------------------ |
| 1471 | 250 семей                        | ?                                 | ?                                  | ?                                   | Salo Baron                                                                           |
| 1488 | 76 семей                         | ?                                 | ?                                  | ?                                   | Salo Baron                                                                           |
| 1489 | 200 семей                        | ?                                 | ?                                  | ?                                   | Avraham Yaari                                                                        |
| 1525 | 199 семей                        | 616 семей                         | 119 семей                          | ?                                   | Salo Baron                                                                           |
| 1525 | 1000                             | 3700                              | -                                  | -                                   | ?                                                                                    |
| 1538 | 1150                             | 6750                              | -                                  | -                                   | ?                                                                                    |
| 1539 | 1630 взрослых мужчин             | ?                                 | ?                                  | ?                                   | турецкие документы регистрации налогов (Tahrir)                                      |
| 1553 | 1958 взрослых мужчин             | 11,750                            | 358 взрослых мужчин                | ?                                   | Bruce Masters                                                                        |
| 1556 | 2350 взрослых мужчин             | ?                                 | ?                                  | ?                                   | турецкие документы регистрации налогов (Tahrir)                                      |
| 1562 | 1200                             | 11 450                            | -                                  | -                                   | ?                                                                                    |
| 1563 | 1720 взрослых мужчин             | ?                                 | ?                                  | ?                                   | турецкие документы регистрации налогов (Tahrir)                                      |
| 1568 | 1160 взрослых мужчин             | ?                                 | ?                                  | ?                                   | османская перепись населения                                                         |
| 1640 | 4000                             | ?                                 | ?                                  | ?                                   | Roger — французский путешественник                                                   |
| 1723 | 2000                             | ?                                 | ?                                  | ?                                   | Johann Aegidius Van Egmont и John Heyman — христианские путешественники              |
| 1838 | ?                                | ?                                 | ?                                  | 11 000                              | Энциклопедия Британника                                                              |
| 1844 | 7120                             | 5000                              | 3390                               | 15 510                              | Краткая еврейская энциклопедия Manashe Harrel                                        |
| 1850 | 13 800                           | ?                                 | ?                                  | ?                                   | перепись Англо-Еврейского общества                                                   |
| 1869 | 3200 семей                       | ?                                 | ?                                  | ?                                   | H. J. Sneersohn, New York Times, 19 февраля 1869                                     |
| 1872 | 10,600                           | 5000                              | 5300                               | 20 900                              | Энциклопедия Британника                                                              |
| 1876 | 12 000                           | 7560                              | 5470                               | 25 030                              | Краткая еврейская энциклопедия Manashe Harrel                                        |
| 1896 | 28 112 28 110                    | 8560                              | 8748 8750                          | 45 420 45 420                       | Краткая еврейская энциклопедия Manashe Harrel                                        |
| 1905 | 40 000                           | 7000                              | 13 000                             | 60 000                              | Краткая еврейская энциклопедия                                                       |
| 1913 | 48 400                           | 10 050                            | 16 750                             | 75 200                              | Краткая еврейская энциклопедия                                                       |
| 1922 | 33 971                           | 13 413                            | 14 699                             | 62 578                              | данные переписи населения Manashe Harrel                                             |
| 1931 | 51 222 51 200 46000 (н), 5222(с) | 19 894 19 900 7663 (н), 12201 (с) | 19 335 19 300 11576 (н), 7759 (с)  | 90 503 90 053 65320 (н) , 25183 (с) | данные переписи населения Manashe Harrel В том числе в новом (н) и старом (с) городе |
| 1944 | 97 000                           | 30 600                            | 29 400                             | 157 000                             | ?                                                                                    |
| 1946 | 97 000                           | 31 000                            | 30 000                             | 158 000                             | ?                                                                                    |
| 1948 | 100 000                          | 40 000                            | 25 000                             | 165 000                             | Краткая еврейская энциклопедия Manashe Harrel                                        |
| 1961 | 72 %                             | 22 %                              | 5 %                                | -                                   |                                                                                      |
| 1967 | 196 500 195 700                  | 58 300 54 963                     | 13 000 12 646                      | 267 800 263 307                     | данные частичной переписи населения Manashe Harrel                                   |
| 1971 | 222 200                          | 68 000                            | 11 000                             | 301 300                             | Краткая еврейская энциклопедия                                                       |
| 1980 | 292 300 292 300                  | 103 890                           | 11,000                             | 407 190 407 100                     | Краткая еврейская энциклопедия данные иерусалимского муниципалитета                  |
| 1995 | 417 100 420 900                  | 182 700 165 800                   | 14 100 14 200                      | 617 000 602 700                     | данные иерусалимского муниципалитета данные Jerusalem Institute for Israel Studies   |
| 2009 | 476 000                          | 247 800                           | 15 200 (из них 12 600 арабов)      | 760 800                             | данные иерусалимского муниципалитета                                                 |
| 2013 | 509 600                          | 295 500                           | 15 000 из них около 12 тыс. арабов | 829 900                             | данные ЦСБ Израиля и Jerusalem Institute for Israel Studies                          |

### Иерусалим в I веке
Население Иерусалима во времена Иосифа Флавия насчитывало, согласно оценкам, около 80 000 человек. Полная численность фарисеев — предшественников современного талмудического иудаизма — составляла, согласно Иосифу, около 6 000.
Римский историк Тацит оценивает население Иерусалима в период Первой Иудейской войны (66-73 н. э.) в 600 000 человек, в то время как Иосиф определяет количество убитых во время войны, как 1 100 000. Иосиф также писал, что 97 000 человек были проданы в рабство. После победы римлян над евреями, количество мёртвых тел, вынесенных через одни из ворот в промежутке между месяцами Нисан и Таммуз, составило 115 880.
Указывая, что цифры, приводимые в исторических источниках, были обычно чрезвычайно преувеличены, Хиллель Гева, на основании археологических свидетельств, оценивает реальное население Иерусалима перед его разрушением в 70 г. н. э. максимум в 20 000 жителей.

### Современная эпоха
Данные о населении до 1905 г. по большей части основаны на приблизительных оценках, часто — иностранных путешественников или организаций, поскольку до этого момента переписи обычно охватывали более обширные территории — такие, как Иерусалимский округ. Эти оценки указывают на то, что начиная с завершения крестовых походов и до середины девятнадцатого века наибольшую группу населения Иерусалима составляли мусульмане.
Между 1838 и 1876 годами появляется большое количество оценок, противоречащих друг другу касательно того, евреи или мусульмане являлись в городе крупнейшей группой (или большинством); а между 1882 и 1922 годами противоречия между оценками возникают в вопросе о том, когда именно большинство населения стали составлять евреи.
В работе, написанной в 1841 г., исследователь библии Эдвард Робинсон отметил конфликтующие демографические оценки касательно Иерусалима этого периода, указав в комментарии к оценке, данной в 1839 г. Моисеем Монтефиоре: «Что касается евреев — обсуждаемый подсчёт был выполнен ими самими, в ожидании получения определённого количества пожертвований в расчёте на каждое предоставленное имя. Таким образом, очевидно, что у них имелся столь же сильный мотив преувеличить свою численность, сколь сильный мотив у них часто — в других обстоятельствах — имеется её преуменьшить.» В 1843 г. преподобный Ф. К. Эвальд, христианский путешественник, посетивший Иерусалим, сообщил о прибытии 150 евреев из Алжира. Он написал, что теперь имеется большое количество евреев с берегов Африки, которые формируют отдельную конгрегацию.
Между 1856 и 1880 годами еврейская иммиграция в Палестину более чем удвоилась, причём большинство прибывших поселилось в Иерусалиме. Большую часть этих иммигрантов составляли ашкеназы из Восточной Европы, кормившиеся Халуккой.
В 1881—1882 г.г. прибыла группа евреев из Йемена — вследствие мессианского рвения. Прожив несколько лет в Старом городе, они перебрались на холмы, обращённые к Городу Давида, где жили в пещерах. В 1884 г. это сообщество численностью 200 человек, переехало в новые каменные дома, построенные для них на еврейские пожертвования.

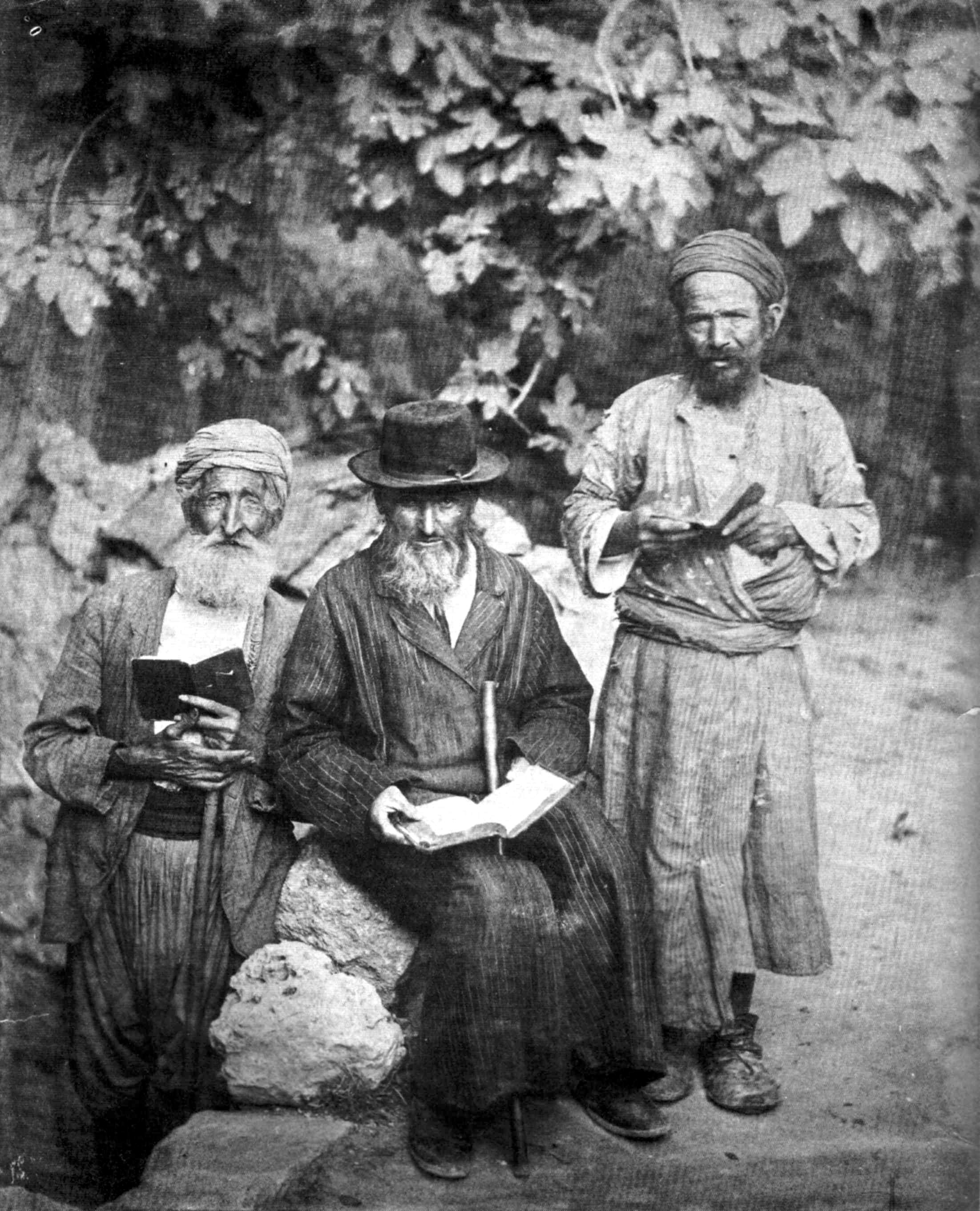
Евреи в Иерусалиме (1895)

В течение последних ста лет перед основанием Государства Израиль евреи составляли большинство населения Иерусалима. К моменту окончания Британского мандата в 1948 году и разделению города, распределение населения Иерусалима было следующим: 60 % — иудеи, 20 % — мусульмане, 20 % — христиане. В 1948 в западной части города жили 83 984 человек; в 1967, на момент включения восточного Иерусалима в муниципальные границы, в западной части города проживало около 200 тыс. человек, в восточной — около 66 тыс. человек.

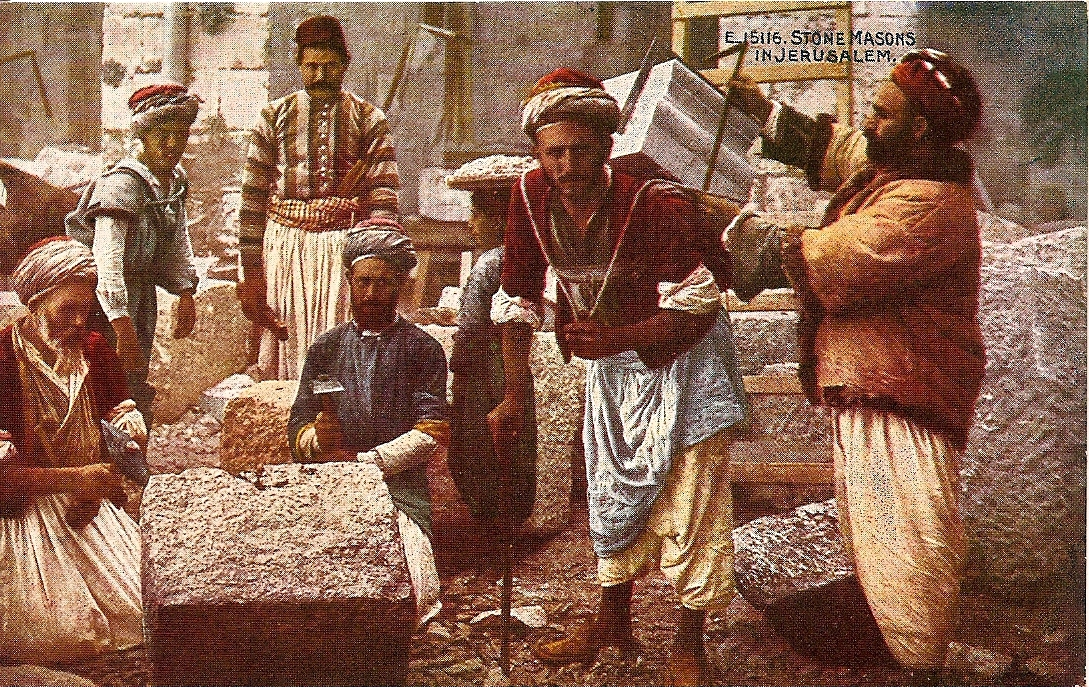
Каменотесы (ок. 1900)

Демографические данные с 1967 по 2012 г. показывали непрерывное увеличение арабского населения — как в относительных, так и в абсолютных цифрах — и уменьшение доли евреев в общем населении города. В 1967 г. евреи составляли 73,4 % населения города; в 2006 г. евреев было на девять процентов меньше, а к 2010 г. еврейское население сократилось до 64 %. За тот же период арабское население возросло с 26,5 % в 1967 г. до 36 % в 2010 г. В результате за период, прошедший после Шестидневной войны, при общем росте населения Иерусалима на 196 %, еврейское население выросло на 155 %, в то время как арабское — на 314 %. Это было связано с более высокой рождаемостью у мусульман (в 1999 г. суммарный коэффициент рождаемости у евреев составлял 3,8 ребёнка в расчёте на одну женщину, в то время как у палестинцев — 4,4) и оттоком еврейского населения. Кроме того в 70-е-80-е годы в черту города были включены новые территории, и арабские деревни, ранее примыкавшие к городу, стали новыми районами Иерусалима. Если в 1967 году в Иерусалиме было всего 8 арабских районов, то теперь таких — 18. Это повлекло за собой опасения, что арабы в конечном счёте составят большинство населения города.

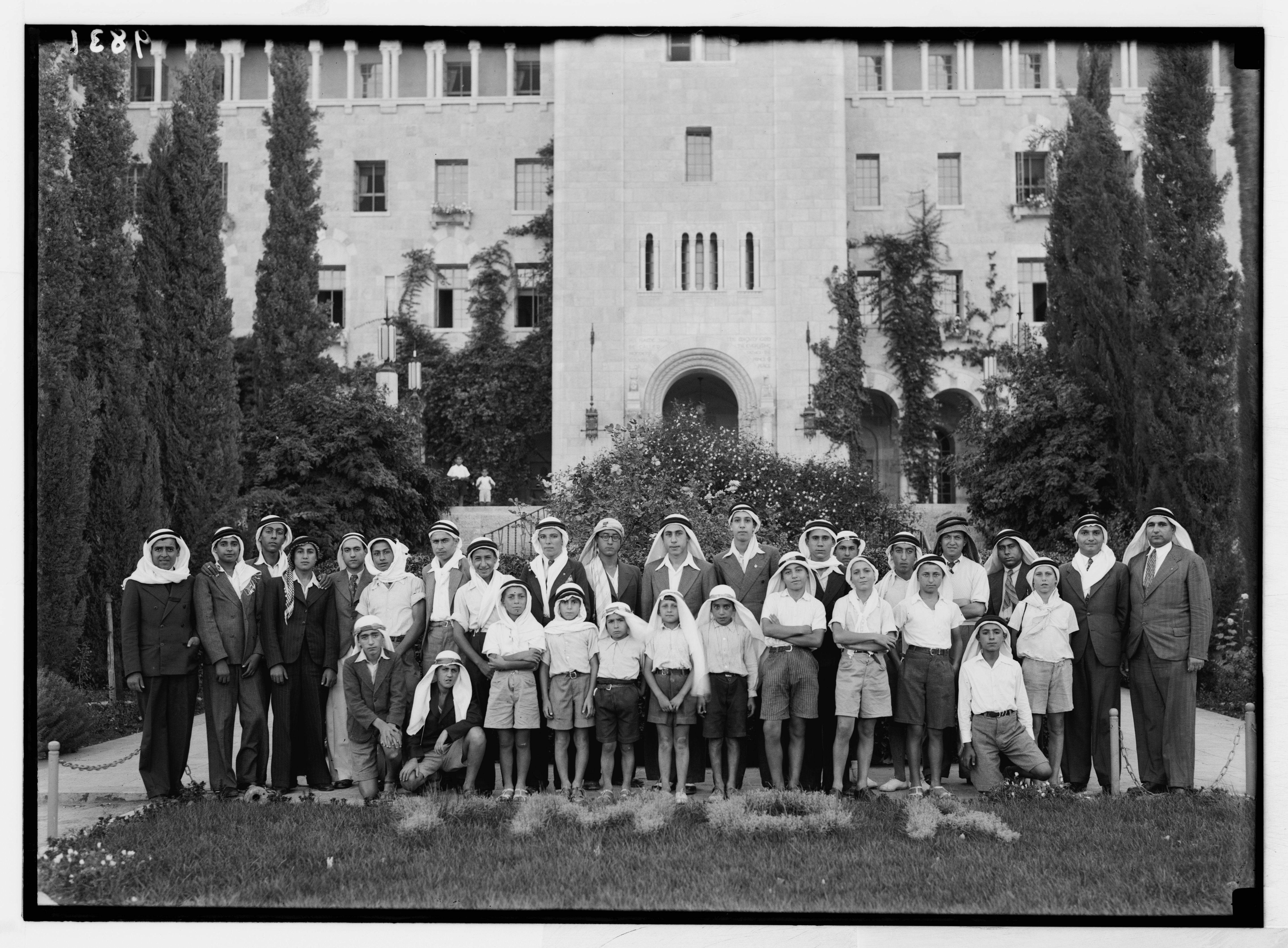
Арабские мальчики в Иерусалимской YMCA, 1938

Между 1999 и 2010 годами эти демографические тренды развернулись вспять, и уровень рождаемости у евреев стал расти, а арабов — уменьшаться. К 2010 г. темпы роста еврейского населения превысили темпы роста арабского. В этом году рождаемость в городе была отмечена на уровне 4,2 ребёнка на еврейскую семью, по сравнению с 3,9 ребёнка на арабскую. По данным за 2016 год Центрального Статистического Управления Израиля средняя рождаемость в Иерусалиме составило 4,40 ребёнка у еврейских женщин и опустилась до 3,24 у арабских (3,30 у мусульманских и 2,04 у христианских). Кроме того, стабильно возрастало число еврейских иммигрантов из-за границы, выбиравших местом поселения Иерусалим. В 2005 г. в Иерусалиме поселились 2 850 новых еврейских иммигрантов, преимущественно из Соединённых Штатов, Франции и бывшего Советского Союза; в 2010 г. Иерусалиме поселились 2 250 иммигрантов. В 2017 год выбрали Иерусалим для своего проживания 4306 репатриантов.

Население Иерусалима по религиозному составу

Считается, что уровень рождаемости у евреев в настоящее время всё ещё растёт, в то время как у арабов продолжает снижаться. На сегодняшний день (2016 год), женщина в Иерусалиме в среднем рожает 3,89 детей, причем рождаемость у еврейских женщин составляет 4,40 ребёнка, у арабских — 3,24. Уменьшение рождаемости арабского население связывают с увеличением образования в арабском секторе: сегодня 89 % учениц арабских школ в Иерусалиме получают диплом об окончании средней школы, и многие из них продолжают учёбу в университете. Высокий процент рождаемости у еврейских женщин, в свою очередь, связан с высокой рождаемостью у ортодоксальных евреев. В 2009 г. 59 900 из 150 100 школьников, или 40 %, учились в государственных светских и национальных религиозных школах, в то время как 90 200, или 60 %, — в школах харедим. Это коррелирует с данными о большом количестве детей в семьях харедим. По данным на 2016/2017 учебный год 65,4 % учеников еврейских школ учатся в школах ортодоксальной системы образования, 18,1 % в системе государственных национально-религиозных школ и только 16,6 % в системе государственного образования (для сравнения в 2000/2001 учебном году в государственных школах училось 24,9 % еврейских детей).
Еврейское население Иерусалима в большинстве религиозно. По данным на 2017 год лишь 21 % еврейских жителей (старше 20 лет) являются светскими; более 79 % считают себя религиозными, значительная часть из них относят себя к ортодоксам. Кроме того, евреи харедим составляют 37 % взрослого еврейского населения города. 20 % взрослых жителей города называет себя религиозными, 22 % соблюдающих традицию. Ещё выше процент религиозных, и особенно харедим, среди детей. Причем число учеников нерелигиозных государственных школ падает в Иерусалиме, не только в процентном соотношении, но и в абсолютных цифрах. Например в 2000/2001 учебном году в начальных государственных школах училось 15733 ученика, то в 2016/2017 учебно году их стало всего 12683. За этот же период число учеников ортодоксальной системы образования в начальных школах увеличилось с 36025 до 50112 учеников, а в системе национально-религиозных школ с 10923 до 13830 учащихся.
Процент работающих еврейских женщин (50 %) превосходит процент работающих еврейских мужчин (47 %) — феномен, редко встречающийся в мировой практике.

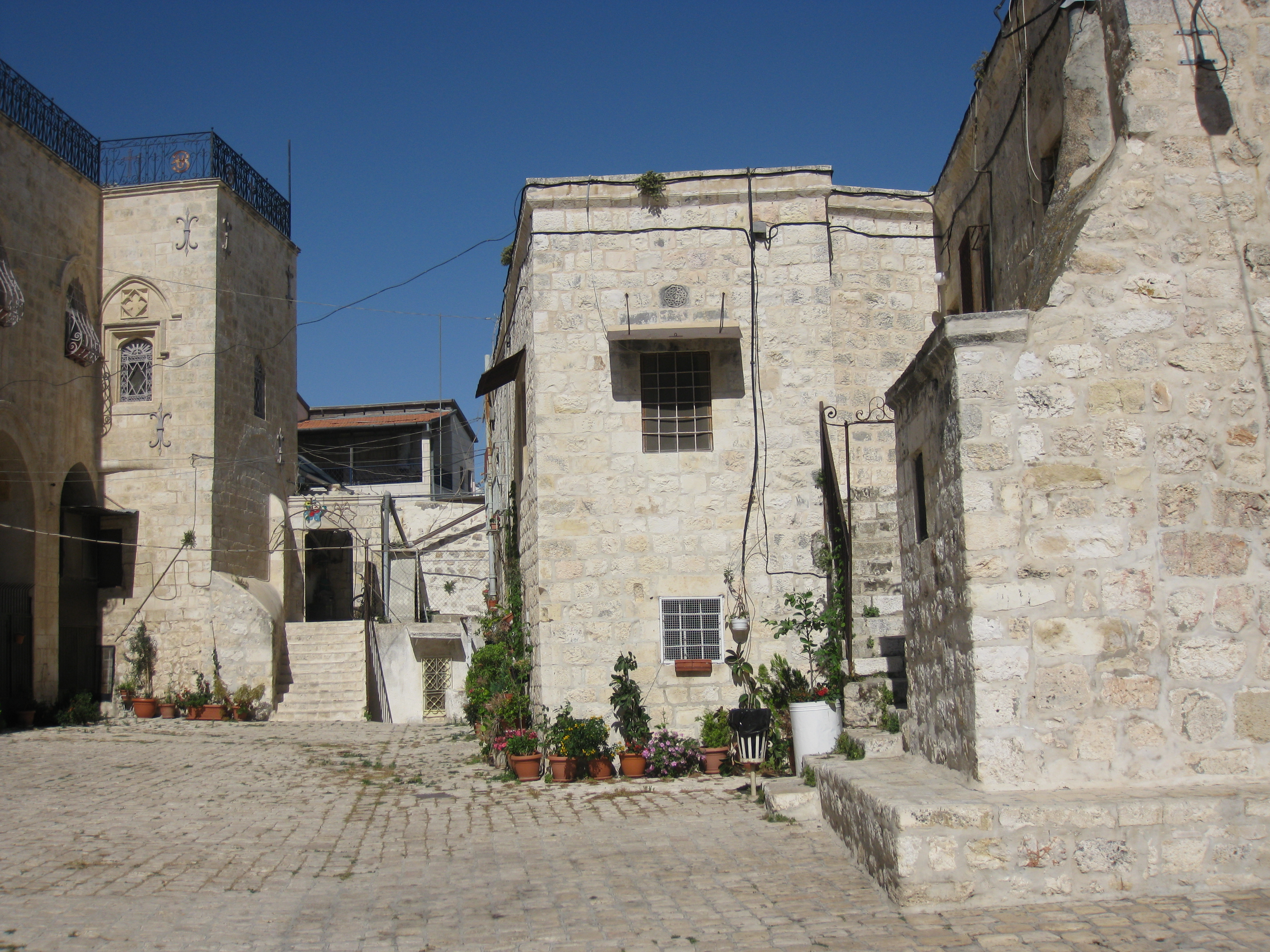
Армянский квартал

Количество выезжающих жителей превосходит количество приезжающих. Возможными причинами этого являются высокая стоимость жизни, меньшее количество рабочих мест и всё более религиозная специфика города (хотя, если говорить о пропорциях — молодые харедим уезжают в больших количествах в новые города ортодоксального сектора). Процент светских евреев — или тех, кто 'относится к своей религии без фанатизма' — сокращается; за период с 2005 до 2012 года город покинули около 20 000 из них. Многие переезжают в пригороды и прибрежные города в поисках более дешёвого жилья и более светского образа жизни. При этом явное большинство (порядка 85 %) покинувших город остается в Иерусалимском округе. В первую очередь — это новые развивающиеся города, находящиеся недалеко от Иерусалима: Бейт-Шемеш, Бейтар-Иллит, Модиин-Макабим-Реут, Модиин-Иллит. И совсем города-спутники: Гиват-Зеев, Маале-Адумим, Кохав Яаков, Адам, Эфрата, Цур-Хадасса, которые находятся в 5-10 минутах езды от Иерусалима и жизнь в них не отличается от новых районов самого города. Также вокруг Иерусалима десятки поселений округов Мате-Биньямин и Гуш-Эцион, которые относятся к Иудеи и Самарии, куда также направляется немалый поток бывших жителей Иерусалима. Напротив, в центральные районы, Тель-Авив, в 2016 году переселилось только 1,5 тыс. (8,5 %), а в Хайфу 0,4 тыс.(2,3 %) иерусалимцев от 17,7 тыс., покинувших в этот год Иерусалим. Напротив, внутренняя миграция в Иерусалим почти в 2 раза меньше. В 2016 году в Иерусалим переехало с разных районов Израиля — 9,7 тыс. Но, в отличие от покинувших Иерусалим, большинство из них совсем не жители Иерусалимского округа. 7,1 тыс. из них (73 %) переехало в город из других районов Израиля.

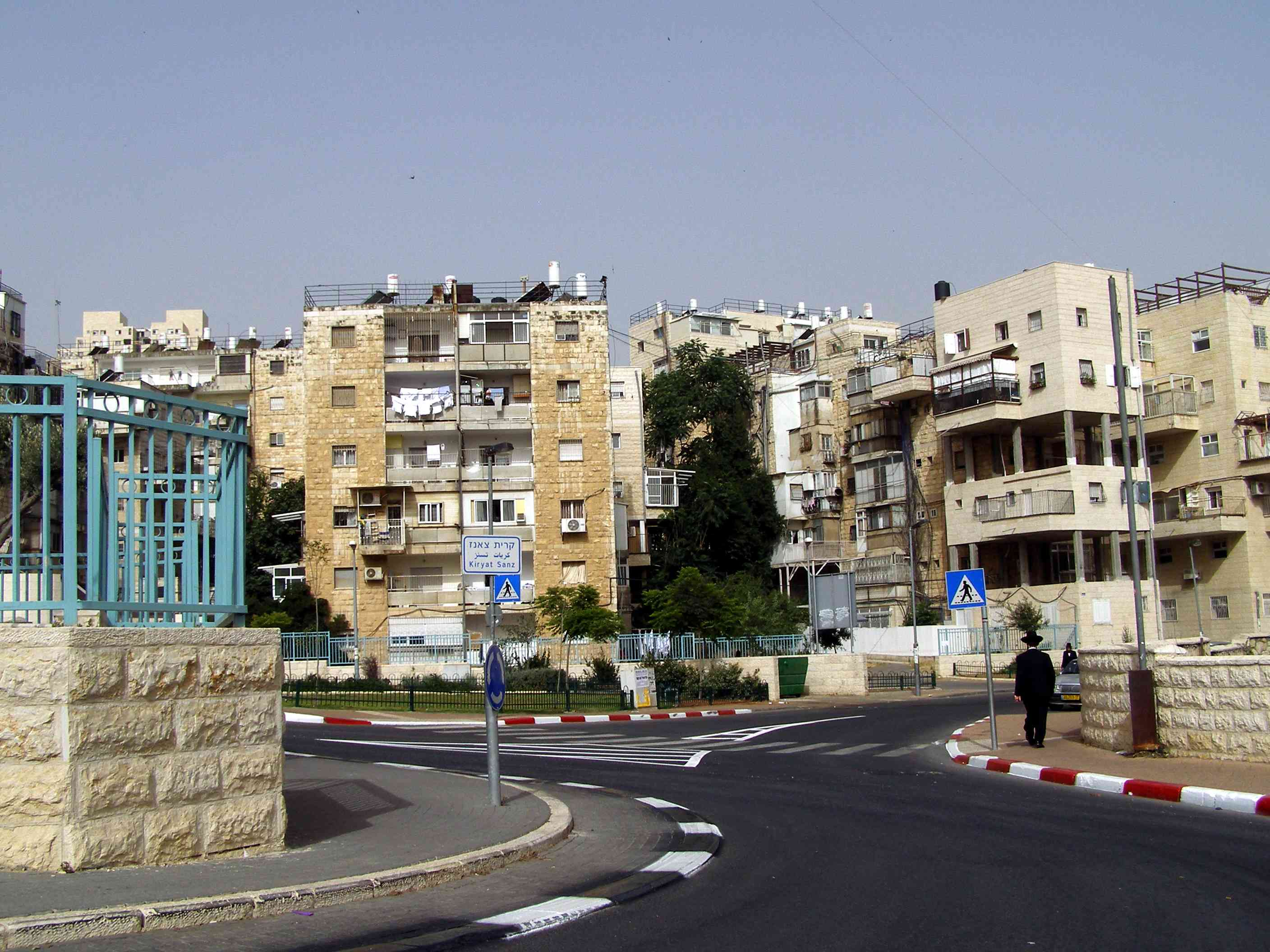
Эзрат Тора, квартал харедим

Несмотря на отрицательное сальдо внутренней миграции, тем не менее, население Иерусалима продолжает расти благодаря высокому уровню рождаемости, в особенности в общинах евреев харедим и национально-религиозного лагеря, а в прошлом и арабского населения. Общий уровень рождаемости в Иерусалиме существенно выше, чем в Тель-Авиве, и выше среднестатистического по стране. Также на увеличение численности города влияет переезд в Иерусалим каждый год нескольких сотен арабов-мусульман, как путем заключения брака с жителями города, так и переезд в город арабских жителей с севера страны.
Среднестатистическая численность иерусалимского домохозяйства (которых насчитывается 180 000) составляет 3,8 человек.

Карта Восточного Иерусалима (2010)

В то время как некоторые израильтяне воспринимают Иерусалим как бедный, запущенный и пронизанный религиозными и политическими конфликтами, город, как магнит, притягивает палестинцев. Палестинцев привлекает доступность рабочих мест, — Иерусалим предлагает больше рабочих мест и возможностей, чем любой город на Западном берегу или в Секторе Газа, — здравоохранение, социальная защита, другие льготы и качество жизни, которые Израиль обеспечивает жителям Иерусалима. Арабским жителям Иерусалима, часть из которых предпочитают не обзаводиться израильским гражданством, гарантируется израильское удостоверение личности, позволяющее им с относительной лёгкостью проходить через пункты проверки и путешествовать по всему Израилю, что облегчает нахождение работы. Жителям города также полагается субсидируемая медицинская помощь и льготы социального обеспечения, предоставляемые Израилем своим гражданам, и право участия в муниципальных выборах. Арабы в Иерусалиме могут посылать своих детей в школы, находящиеся в израильском управлении (хотя не в каждом квартале имеется такая школа), и университеты. Жители города могут обращаться к израильским врачам и в высоко котирующиеся больницы — такие, как больница Хадасса.

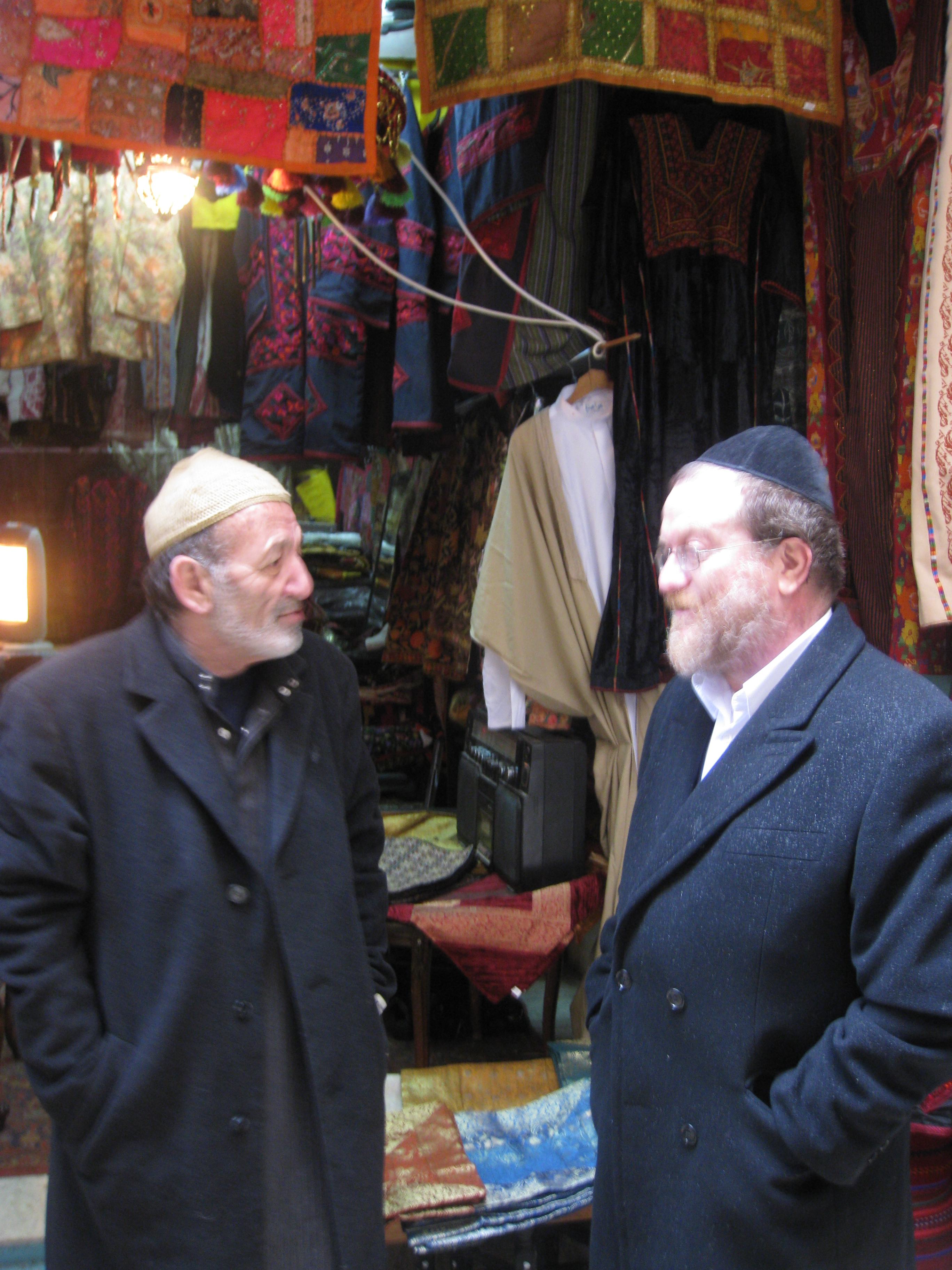
В христианском квартале старого города

Демография и разделённость еврейско-арабского населения играют большую роль в споре об Иерусалиме. В 1998 г. Управление развития Иерусалима предложило расширить пределы города к западу, чтобы включить больше территорий, плотно заселённых евреями.
Христианское население города постоянно сокращается. Наиболее резкое сокращение христианской общины пришлось на 1948—1967 годы, но и в настоящее время большинство молодых христиан, родившихся в городе, уехали из него. Крупнейшие христианские общины — католическая и греко-православная
В Восточном Иерусалиме в конце 2008 г. насчитывалось 456 300 жителей, что составляло 60 % населения Иерусалима в целом. 195 500 из них были евреи, живущие в поселениях, которые считаются незаконными с точки зрения международного права (это составляло 43 % населения Восточного Иерусалима, и 40 % еврейского населения Иерусалима в целом), 260 800 — мусульмане (57 % населения Восточного Иерусалима, и 98 % мусульманского населения Иерусалима в целом). (По сообщению Палестинского центрального бюро статистики, число палестинцев, живущих в Восточном Иерусалиме, составляло в 2008 г. — согласно недавно проведённой переписи — 208 000 человек). Израильская статистика (ЦСУ Израиля) не разделяет город на части, поэтом привести более актуальную и точную статистику не возможно. При этом надо отметить, что после 2008 года активно строились многие новые районы, территории, которые до 1967 года не контролировались Израилем: Хар Хома, Гило, Писгат-Зеев, Рамат-Шломо, Рамот, Неве-Яаков и другие.
В Старом городе, согласно исследованию, опубликованному в 2000 г., из 32 488 жителей было около девяти процентов евреев.

## Современные демографические данные

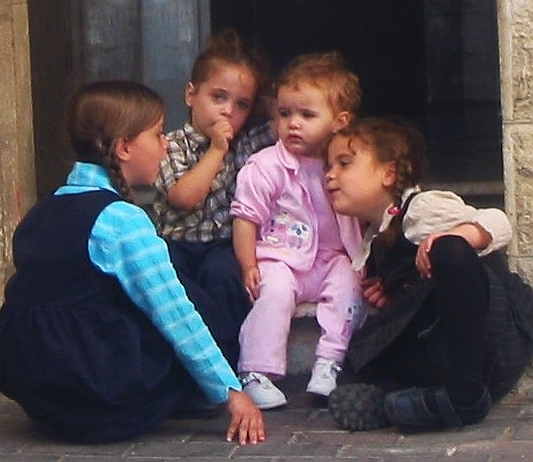
Дети в Иерусалиме

На конец 2013 года в Иерусалиме проживало 829 863 жителей, этнический состав: 307 600 (37 %) арабов и 522 300 (63 %) евреев и других. Состав населения города по конфессиям был следующим (согласно данным Иерусалимского института изучения Израиля): 509 600 (61.4 %) евреев, 295 500 (35.6 %) мусульман, 15 000 (1.8 %) христиан (из них около 12 тыс. — арабы) и 9600 других. Рост населения составлял 1,8 % в год.
В 2014 году в город переселилось 10 200 жителей, а покинуло его 17 900 жителей, при этом 80 % покинувших город переехали в города-спутники Иерусалима и другие населенные пункты вблизи города (Маале-Адумим, Мевасерет-Цион, Гиват-Зеев, Цур-Хадасса, Эфрат, Бейтар-Илит и другие).
Данные праздничного буклета Иерусалимского муниципалитета к 48-й годовщине объединения города (15.05.2015): Население Иерусалима (без пригородов) — 886 400 жителей. С пригородами более 1 млн. Наиболее крупные районы — Рамот-Алон (44 568 жителей), Писгат-Зеев (43,983 жителя), Гило (31 694 жителя). Среди арабских районов наиболее крупные — Бейт-Ханина (35 800 жителей), мусульманский квартал Старого города (28 200 жителей), Рас-эль-Амуд (24 640 жителей).
Национальный состав на 15.05.2015: евреи (574,1 тыс.), арабы-мусульмане (285,5 тыс.), арабы-христиане (11,9 тыс.), армяне (5,5 тыс.), другие (9,6 тыс.)
Конфессиональный состав: иудеи (65 %), мусульмане (32 %), христиане (2 %), другие (1 %).
35,7 % населения Иерусалима — это молодежь до 18 лет. В учебных заведениях города в 2014/2015 учебном году училось 269,100 человек. В Иерусалимском Университете и других высших учебных заведениях города учились 38 300 студентов.

## Тема «иудаизации Иерусалима»
Критики усилий по укреплению еврейского большинства в Иерусалиме говорят, что государственная политика в области планирования мотивирована демографическими соображениями и преследует цель ограничения арабского строительства, при этом продвигая строительство еврейское.
С 1967 г. в восточном секторе появилась масса новых еврейских жилых районов; ни одного нового палестинского квартала создано не было. Распоряжением об экспроприации, изданным израильским Министерством финансов 18 апреля 1968 г., размеры Еврейского квартала были более чем удвоены, что сопровождалось выселением его арабских жителей и захватом более 700 зданий, из которых лишь 105 до 1948 г. принадлежали евреям. Старый квартал был таким образом расширен, включив в себя территорию Муграби Харат Абу Са’уд и других кварталов, уходящих корнями в арабскую и палестинскую историю. Согласно распоряжению, эти участки отводились под общественные нужды, но предназначены были только для евреев. Каждой переселённой арабской семье правительство предложило 200 иорданских динаров.
2 октября 1977 г. Кабинет министров Израиля одобрил план министра сельского хозяйства Ариэля Шарона, который предложил построить кольцо еврейских кварталов вокруг восточных окраин города. Этот план имел своей целью сделать Восточный Иерусалим более еврейским и предотвратить его превращение в часть палестинского городского блока, тянущегося от Вифлеема до Рамаллы. После этого на восточных окраинах города были построены семь микрорайонов. Они получили известность под названием «Кварталы Кольца». В пределах Восточного Иерусалима были построены и другие еврейские микрорайоны, и в арабских кварталах также селились израильские евреи.
С момента получения Израилем контроля над Восточным Иерусалимом, еврейские поселенческие организации стремятся реализовать еврейское присутствие в таких кварталах, как Сильван. По информации газеты «Хаарец», в 1980-х годах Министерство жилищного строительства, «в ту пору под управлением Ариэля Шарона, прилагало все усилия для захвата контроля над собственностью в Старом городе и прилегающем квартале Сильван, посредством объявления их абсентеистской собственностью. Возникли подозрения, что некоторые сделки являлись незаконными; комитет по проверке … обнаружил бесчисленные нарушения». В частности, изданные еврейскими организациями аффидавиты, утверждавшие, что арабские дома в этой зоне являлись абсентеистской собственностью, принимались контролирующими инстанциями вообще без посещения объектов или иной проверки претензий. Поселенческая организация ЭлАд, которая, по словам «Хаарец», продвигает «иудаизацию» Восточного Иерусалима, и организация Атэрет Коханим принимают меры к увеличению числа еврейских домохозяйств в Сильване, в сотрудничестве с Комитетом по возобновлению йеменитской деревни в Шилоахе.

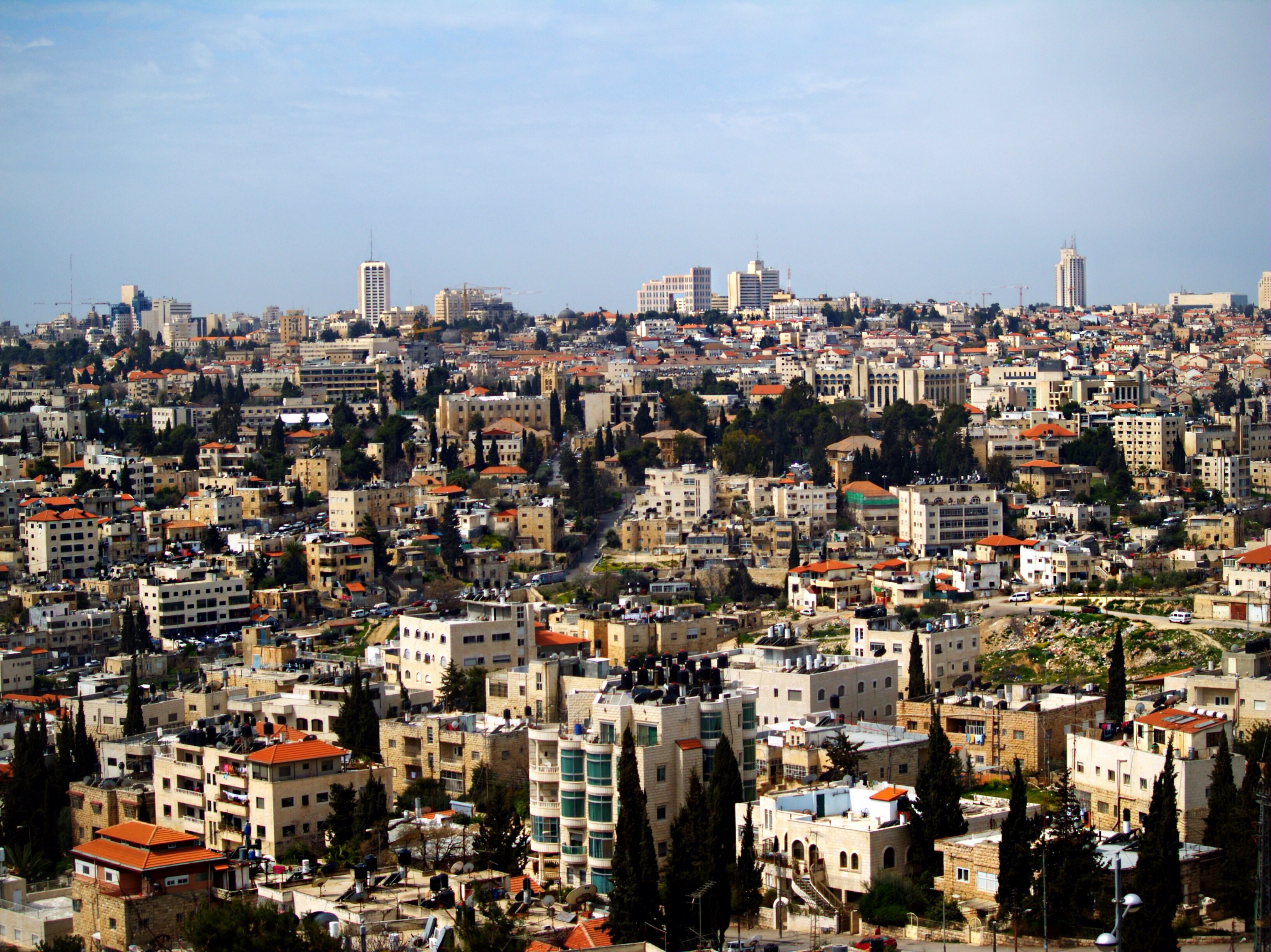
Шейх-Джаррах, преимущественно арабский район по пути к горе Скопус

Согласно отчёту Всемирного банка, между 1996 и 2000 годами в еврейских кварталах было зафиксировано в четыре с половиной раза больше нарушений в сфере строительства, однако в Западном Иерусалиме было издано в четыре раза меньше предписаний о сносе, чем в Восточном Иерусалиме; арабы в Иерусалиме имели меньше шансов получить разрешение на строительство, нежели евреи, и «власти с гораздо большей вероятностью предпринимают меры против палестинских», чем еврейских нарушителей процедуры получения разрешений. Частные еврейские фонды получили от правительства разрешения на реализацию девелоперских проектов на спорных территориях — таких, как археологический парк Город Давида в на 60 % арабском квартале Сильван (примыкающем к Старому городу), и Музей толерантности на кладбище Мамилла (примыкающем к площади Сион). Согласно израильской неправительственной организации Б’Цэлем, начиная с 1990-х годов правила, затруднявшие получение арабскими жителями разрешений на строительство, привели к дефициту жилья, который вынудил многих из них искать жильё вне Восточного Иерусалима. Согласно закону о гражданстве, жителям Восточного Иерусалима, супруги которых являются жителями Западного берега и Газы, пришлось покинуть Иерусалим и переехать к своим мужьям и жёнам. Многие покинули Иерусалим в поисках работы за рубежом, поскольку одним из последствий Второй интифады стала всё большая отрезанность Восточного Иерусалима от Западного берега и, следовательно, утрата им главной основы своей экономики. Израильский журналист Шахар Илан настаивает, что этот отток привёл к утрате многими палестинцами в Восточном Иерусалиме их статуса постоянных жителей.
39 % (372000) из 800000 жителей Иерусалима являются палестинцами, однако в муниципальном бюджете на их долю приходится лишь 10 % средств. В отчёте Европейского союза от марта 2010 года утверждалось, что 93000 палестинцев Восточного Иерусалима — 33 % от их общего количества — рискуют потерять свои дома, учитывая наложенные на них Израилем ограничения в части строительства, при том что для их размещения отведено лишь 13 % муниципальной территории — в противовес 53 %, отведённым под еврейские поселения. (Согласно другим данным, 52 % земель в Восточном Иерусалиме исключено из застройки, 35 % предназначено для еврейских поселений и 13 % — для использования палестинцами, причём почти вся площадь последних уже застроена). Впоследствии в отчёте писалось, что в 2013 году было разрушено 98 таких зданий, — что привело к появлению 298 бездомных, в то время как ещё 400 человек потеряли свои рабочие места и средства к существованию, — и что 80 % населения живут за чертой бедности. 2000 живущих в секторе палестинских детей и 250 учителей должны ежедневно проходить через израильские пропускные пункты, чтобы попасть в школы.
Оппоненты, — в частности, Американский комитет Друзей на службе обществу и Маршалл Дж. Брегер, считают, что такие шаги в области городского планирования направлены на «иудаизацию Иерусалима», а ограничения, налагаемые на палестинское планирование и развитие в Восточном Иерусалиме, являются частью израильской политики поощрения еврейского большинства в городе.
В свою очередь, палестинское руководство на протяжении многих лет поощряет арабов обосновываться в городе, чтобы тем самым подкрепить свои притязания. Тысячи палестинцев переехали в построенные после Шестидневной войны 1967 г. кварталы Восточного Иерусалима, ранее бывшие полностью еврейскими. В 2007 г. 1300 палестинцев жили в квартале Писгат-Зеэв, ранее исключительно еврейском, и составляли 3 % населения в квартале Невэ Я’аков. В квартале Френч Хилл палестинцы составляют сегодня одну шестую часть населения.
Согласно Юстусу Вайнеру из Иерусалимского центра общественных связей, иерусалимский муниципалитет выдал 36000 разрешений на строительство в арабском секторе, «более, чем достаточно для удовлетворения потребностей арабского населения посредством легального строительства вплоть до 2020 года». И арабы, и евреи «обычно ожидают согласования разрешения 4-6 недель, отношения числа согласований к общему количеству заявлений у них схожи, и они платят одинаковую сумму ($3600) за подведение водоснабжения и канализации к жилому блоку идентичного размера». Вайнер пишет, что, в то время как под незаконным еврейским строительством обычно имеются в виду дополнения к существующим легальным строениям, незаконное арабское строительство означает сооружение целых многоэтажных зданий, включающих от 4 до 25 жилых блоков, возводимых с финансовой помощью Палестинской национальной администрации на земле, не принадлежащей строителю на законных основаниях.